# Santo Tomás Jalieza
Santo Tomás Jalieza là một đô thị thuộc bang Oaxaca, Mexico. Năm 2005, dân số của đô thị này là 2885 người.